# Paradascalia antiqua
Paradascalia antiqua är en insektsart som först beskrevs av Stsl 1862.  Paradascalia antiqua ingår i släktet Paradascalia och familjen Flatidae. Inga underarter finns listade i Catalogue of Life.